# Weihnachtsmarken der Deutschen Bundespost
Die Weihnachtsmarken der Deutschen Bundespost wurden in den Jahren 1969 bis 1994 von der Deutschen Bundespost jährlich als Sondermarke mit einem Zuschlag für wohltätige Zwecke ausgegeben. Ab dem Jahr 1989 gab es zwei oder mehr Marken. Drei dieser Briefmarken gab es nur als Briefmarkenblock. Alle Briefmarken waren bis zum 30. Juni 2002 frankaturgültig.
Die Ausgabe der Weihnachtsmarken wird von den Nachfolgern der Deutschen Bundespost bis heute in der Serie Weihnachtsmarken der Bundesrepublik Deutschland fortgesetzt:

„Meine Damen und Herren, die Weihnachtsmarken werden – das ist eine schöne Tradition seit mehr als drei Jahrzehnten – mit einem Zuschlag zu Gunsten der Wohlfahrtspflege verkauft. Dieses Geld kommt unmittelbar der sozialen Arbeit der Wohlfahrtsverbände zu Gute [sic!]. Damit helfen Weihnachtsmarken Menschen, anderen Menschen zu helfen.“

## Liste der Ausgaben und Motive
Legende
- Bild: Eine bearbeitete Abbildung der genannten Marke. Das Verhältnis der Größe der Briefmarken zueinander ist in diesem Artikel annähernd maßstabsgerecht dargestellt. Sollten keine Marken abgebildet sein, liegt es daran, dass das Urheberrecht des Künstlers noch nicht erloschen ist.
- Beschreibung: Eine Kurzbeschreibung des Motivs und/oder des Ausgabegrundes. Bei ausgegebenen Serien oder Blocks werden die zusammengehörigen Beschreibungen mit einer Markierung versehen eingerückt.
- Wert: Der Frankaturwert der einzelnen Marke in Pfennig. Ein „+“ bedeutet, dass es sich um eine Zuschlagsmarke handelt (= Frankaturwert + Spende).
- Ausgabedatum: Das Datum des erstmaligen Verkaufs dieser Briefmarke.
- Auflage: Soweit bekannt, wird hier die zum Verkauf angebotene Anzahl dieser Ausgabe angegeben.
- Entwurf: Soweit bekannt, wird hier angegeben, von wem der Entwurf dieser Marke stammt.
- Mi.-Nr.: Diese Briefmarke wird im Michel-Katalog unter der entsprechenden Nummer gelistet.

| Bild | Beschreibung | Werte in Pfennig | Ausgabe- datum    | Auflage    | Entwurf                | Mi.-Nr. |
|      | Weihnachtsmarke 1969 Christi Geburt, Zinnfigur um 1850                                                                               | 10+5             | 13. November 1969 | 13.110.000 | Heinz Schillinger      | 610     |
|      | Weihnachtsmarke 1970 Engel, Krippenfigur aus dem Ursulinenkloster Innsbruck                                                          | 10+5             | 12. November 1970 | 11.861.000 | Erna de Vries          | 655     |
|      | Weihnachtsmarke 1971 hölzerner Weihnachtsengel                                                                                       | 20+10            | 11. November 1971 | 9.834.000  | Heinz Schillinger      | 709     |
|      | Weihnachtsmarke 1972 Die heiligen Drei Könige überbringen Gold, Weihrauch und Myrrhe                                                 | 30+15            | 10. November 1972 | 9.064.000  | Cordier                | 749     |
|      | Weihnachtsmarke 1973 Weihnachtsstern                                                                                                 | 30+15            | 9. November 1973  | 8.797.000  | Isolde Monson-Baumgart | 790     |
|      | Weihnachtsmarke 1974 Weihnachtsstern, Euphorbia pulcherrima                                                                          | 40+20            | 29. Oktober 1974  | 8.137.000  | Heinz Schillinger      | 824     |
|      | Weihnachtsmarke 1975 Schnee- oder Christrose, Helleborus niger                                                                       | 40+20            | 14. November 1975 | 8.304.000  | Heinz Schillinger      | 874     |
|      | Weihnachtsmarke 1976 Ausschnitt aus dem Marienfenster im gotischen Chor der Frauenkirche in Esslingen                                | 50+25            | 16. November 1976 | 11.267.000 | Dieter von Andrian     | 912     |
|      | Weihnachtsmarke 1977 Ausschnitt aus dem Glasfenster der Sakristei der Basilika St. Gereon in Köln                                    | 50+25            | 10. November 1977 | 11.187.000 | Claus Hansmann         | 955     |
|      | Weihnachtsmarke 1978 Das Christkind, Ausschnitt aus einem Fenster der Frauenkirche in München                                        | 50+25            | 16. November 1978 | 10.356.000 | Willy Fleckhaus        | 989     |
|      | Weihnachtsmarke 1979 Die Geburt Christi, Detail aus einer Handschrift der ehemaligen Zisterzienserabtei in Altenberg                 | 60+30            | 16. November 1979 | 11.200.000 | Peter Steiner          | 1032    |
|      | Weihnachtsmarke 1980 Die Geburt Christi, Detail aus einer Handschrift aus Altomünster aus dem frühen 12. Jahrhundert                 | 60+30            | 13. November 1980 | 11.818.000 | Herbert Stelzer        | 1066    |
|      | Weihnachtsmarke 1981 Die Geburt Christi, Hinterglasmalerei aus Sandl um 1840                                                         | 60+30            | 12. November 1981 | 11.568.000 | Paul Froitzheim        | 1113    |
|      | Weihnachtsmarke 1982 Die Geburt Christi, Holztafel von Meister Bertram von Minden                                                    | 80+40            | 10. November 1982 | 11.166.000 | Bruno K. Wiese         | 1161    |
|      | Weihnachtsmarke 1983 Sternsinger | 80+40            | 10. November 1983 | 11.900.000 | Peter Steiner          | 1196    |
|      | Weihnachtsmarke 1984 Hl. Martin auf dem Pferd                                                                                        | 80+40            | 8. November 1984  | 11.643.000 | Peter Steiner          | 1233    |
|      | Weihnachtsmarke 1985 Geburt Christi, Gemälde aus dem Hochaltar des Freiburger Münsters von Hans Baldung                              | 80+40            | 12. November 1985 | 11.060.000 | Fritz Lüdtke           | 1267    |
|      | Weihnachtsmarke 1986 Anbetung des Kindes, linker Flügel des Ortenberger Altars                                                       | 80+40            | 13. November 1986 | 10.989.000 | Fritz Lüdtke           | 1303    |
|      | Weihnachtsmarke 1987 Geburt Christi, Miniatur aus einem englischen Psalter                                                           | 80+40            | 6. November 1987  | 11.032.000 | Fritz Lüdtke           | 1346    |
|      | Weihnachtsmarke 1988 Geburt Christi, Abbildung aus dem Evangeliar von Heinrich dem Löwen, aus dem 12. Jahrhundert                    | 80+40            | 10. November 1988 | 10.796.000 | Silvia Runge           | 1396    |
|      | Weihnachtsmarken 1989 Details aus dem Englischen Gruß in der St.-Lorenz-Kirche, Nürnberg, von Veit Stoß: - Engel                     | 60+30            | 16. November 1989 | 7.233.800  | Herbert Stelzer        | 1442    |
|      | - Geburt Christi | 100+50           | 16. November 1989 | 9.236.300  | Herbert Stelzer        | 1443    |
|      | Weihnachtsmarken 1990 Weihnachtliches Kunsthandwerk: - Lichterengel                                                                  | 50+20            | 6. November 1990  | 7.192.000  | Heinz Schillinger      | 1484    |
|      | - Räuchermännchen | 60+30            | 6. November 1990  | 7.705.000  | Heinz Schillinger      | 1485    |
|      | - Nussknacker | 70+30            | 6. November 1990  | 7.516.000  | Heinz Schillinger      | 1486    |
|      | - Rauschgoldengel | 100+50           | 6. November 1990  | 9.506.000  | Heinz Schillinger      | 1487    |
|      | Weihnachtsmarken 1991 500. Todestag von Martin Schongauer (1450–1491), Tafelbilder von Schongauer: - Engel der Verkündigung          | 60+30            | 5. November 1991  | 8.051.000  | Herbert Stelzer        | 1578    |
|      | - Maria | 70+30            | 5. November 1991  | 5.681.000  | Herbert Stelzer        | 1579    |
|      | - Maria im Rosenhag, Detail | 80+35            | 5. November 1991  | 5.539.000  | Herbert Stelzer        | 1580    |
|      | - Geburt Christi | 100+50           | 5. November 1991  | 9.681.000  | Herbert Stelzer        | 1581    |
|      | Weihnachtsmarken 1992 Details aus dem Reliefzyklus der Empore des St.-Annen-Kirche von Franz Maidburg: - Anbetung der Könige         | 60+30            | 5. November 1992  | 7.775.000  | Annegret Ehmke         | 1639    |
|      | - Christi Geburt | 100+50           | 5. November 1992  | 12.522.000 | Annegret Ehmke         | 1640    |
|      | Weihnachtsmarken 1993 Reliefs aus dem Flügelaltar der Klosterkirche, Blaubeuren von Michael und Gregor Erhart: - Anbetung der Könige | 80+40            | 10. November 1993 | 5.950.000  | Antonia Graschberger   | 1707    |
|      | - Christi Geburt | 100+50           | 10. November 1993 | 11.504.000 | Antonia Graschberger   | 1708    |
|      | Weihnachtsmarken 1994 Gemälde aus dem Floreinstriptychon im Johannishospital, Brügge von Hans Memling: - Anbetung der Könige         | 80+40            | 9. November 1994  | 5.925.000  | Peter Steiner          | 1770    |
|      | - Christi Geburt | 100+50           | 9. November 1994  | 9.955.000  | Peter Steiner          | 1771    |